# Kerstin Jacobsson
Kerstin Jacobsson, född 1966, är en svensk sociolog. Hon är sedan 2013 professor i sociologi vid institutionen för sociologi och arbetsvetenskap vid Göteborgs universitet. Jacobssons expertis är politisk sociologi, och hon forskar bland annat om  demokratifrågor i Europa, arbetsmarknadspolitik, och sociala gräsrotsrörelser.
Jacobssons har exempelvis studerat djurrättsaktivisters verksamhet..
Förutom att producera vetenskap har hon även skrivit populärvetenskap och debattartiklar.

## Vetenskapliga publikationer i urval
- Jacobsson K. Så gott som demokrati: Om demokratifrågan i EU-debatten, Boréa Bokförlag, 1997.
- K Jacobsson, H Schmid. Real Integration or Formal Adaptation?: On the Implementation of the National Action Plans for Employment, 2002.
- Borrás S, Jacobsson K. The open method of co-ordination and new governance patterns in the EU. Journal of European public policy, 11:185-208, 2004.
- Jacobsson K. Soft regulation and the subtle transformation of states: the case of EU employment policy. Journal of European Social Policy, 14:355-70, 2004.
- Hansson N, Jacobsson K. Learning to be affected: Subjectivity, sense, and sensibility in animal rights activism. Society & Animals, 22:262-88, 2014.
- Jacobsson K, redaktör. Urban grassroots movements in Central and Eastern Europe. Farnham: Ashgate, 2015.
- Jacobsson K, Hollertz K, Garsten C. Local worlds of activation: the diverse pathways of three Swedish municipalities. Nordic Social Work Research, 7:86-100, 2017.

## Debattartiklar och populärvetenskap i urval
- Jacobsson K. Den problematiska demokratin i EU, Tema Europe, 1/2009.
- Jacobsson K. Urban grassroots mobilization in central-east European cities. Open Democracy, 19 maj 2015.